# East Guldeford
East Guldeford – wieś w Anglii, w hrabstwie East Sussex, w dystrykcie Rother. Leży 87 km na południowy wschód od Londynu. W 2007 miejscowość liczyła 327 mieszkańców.